# Юрьев, Михаил Филиппович
Михаи́л Фили́ппович Ю́рьев (при рождении Михаи́л Фро́имович Фельдбли́т; 24 апреля 1918, Теленешты, Оргеевский уезд, Бессарабия — 7 сентября 1990, Москва) — советский историк-востоковед, синолог. Доктор исторических наук (1967), профессор (1969).

## Биография
Родился в еврейской земледельческой колонии Теленешты в Бессарабии (ныне Теленештского района Молдавии) в 1918 году. С 1922 года семья жила в Москве, где его отец Фроим Иделевич (Эфроим Юльевич) Фельдблит (впоследствии Филипп Юрьевич Юрьев, 1887—1953), уроженец Каменца-Подольского, служил консультантом Госбанка СССР (1930—1931), старшим инспектором сектора контроля Центральной контрольной комиссии Рабоче-крестьянской инспекции (ЦКК РКИ, 1931—1943), затем старшим инспектором Наркомата земледелия СССР. Мать — Полина Яковлевна Пинчевская (1891—1969). Племянник еврейского писателя и драматурга  Михаила Яковлевича Пинчевского (1894—1955).
В 1932 году окончил семилетнюю школу и с 1933 года учился в фабрично-заводском училище, затем работал на 1-м государственном часовом заводе.
В 1936 году поступил на восточное отделение исторического факультета Московского государственного университета имени М. В. Ломоносова. В 1939—1940 годах принимал участие в боевых действиях советско-финляндской войны, служил в лёгко-лыжном батальоне, воевавшем с белофиннами на Петрозаводском направлении; после демобилизации продолжил учёбу в МГУ (окончил в 1941 году). Член ВКП(б) с 1941 года.
С началом Великой Отечественной войны вступил в ряды народного ополчения, затем был переведён командиром пулемётного взвода в истребительный батальон. В 1941 году направлен на работу в органы ГУГБ. В 1941—1944 годах — на фронте, сотрудник НКГБ. Продолжил службу до 1948 года в Маньчжурии. В 1948 году по личной просьбе был демобилизован в звании майора запаса.
В 1948—1950 годах учился в заочной аспирантуре исторического факультета МГУ. Кандидат исторических наук (1950, диссертация «Роль революционной армии в китайской революции 1925—1927 гг.»). С 1950 года — преподаватель исторического факультета МГУ (с 1954 года — доцент), с 1956 года — в Институте восточных языков (затем Институт стран Азии и Африки) Московского государственного университета. В 1956—1961 годах — декан (историко-филологического факультета — в 1956—1959 годах, специального факультета — в 1959—1961 годах), в 1963—1974 годах — проректор, в 1972—1990 годах — заведующий кафедрой истории Китая Института восточных языков (позже Институт стран Азии и Африки). В 1967 году защитил докторскую диссертацию «Революция 1905—1907 гг. в Китае». Одновременно, с 1967 года — научный сотрудник Института Дальнего Востока АН СССР. Член КПСС.
Автор ряда трудов в области китаеведения, в частности по современной истории Китая, в том числе «Очерки истории Китая» (совместно с Л. В. Симоновской и Г. Б. Эренбургом), «Революция 1925—1927 годов в Китае» (1968), «История стран Азии и Африки в новейшее время» (в двух томах, 1976 и 1979), «Китай: история в лицах и событиях» (с соавторами, 1991), «История стран Азии и Северной Африки после Второй мировой войны (1945—1990)» (1994, посмертно).
Похоронен рядом с родителями на Рогожском кладбище.

## Семья
- Сестра — Сусанна Филипповна Орловская (1913—1982).
- Жена — Мария Вениаминовна Юрьева (1919—2001).
  - Дочь — Галина Михайловна Юрьева (1941—2014).
  - Дочь — Нина Михайловна Юрьева (род. 1948); её муж — Владимир Иванович Пупышев (1949—2020), ведущий научный сотрудник кафедры физической химии химического факультета МГУ.

## Книги
- Историческая победа китайского народа над американским империализмом и гоминдановской реакцией, 1945—1949 гг. М.: Правда, 1950.
- Китайская революция 1925—1927 годов. М.: Правда, 1951.
- Роль революционной армии на первом этапе китайской революции. М., 1952.
- Народная революция в Китае: очерк истории борьбы и победы китайского народа (с соавторами). М.: Госполитиздат, 1954.
- Очерки истории Китая (совместно с Л. В. Симоновской и Г. Б. Эренбургом). Пособие для учителей. М.: Учпедгиз, 1956.
- Влияние Великой Октябрьской социалистической революции на развитие национально-освободительного движения народов Востока. М.: Знание, 1956.
- Красная армия Китая. М.: Издательство восточной литературы, 1958.
- Новейшая история стран зарубежного Востока. М.: Издательство МГУ, 1960.
- Революция 1925—1927 годов в Китае. М., 1968.
- История стран Азии и Африки в новейшее время. В 2-х тт. Том 1, 1976. Том 2, 1979.
- Вопросы истории Китая. М.: Издательство МГУ, 1981.
- Вооружённые силы КПК в освободительной борьбе китайского народа, 20—40-е гг. М.: Наука, 1983.
- Китай в период войны против японской агрессии: 1937—1945. М.: Наука, 1988.
- Китай: история в лицах и событиях (совместно с А. С. Титовым и С. Л. Тихвинским). М.: Политиздат, 1991.
- История стран Азии и Северной Африки после Второй мировой войны (1945—1990). Учебное пособие. М.: Издательство МГУ, 1994.